# Фёдорова, Галина Владимировна
Галина Владимировна Фёдорова (13 февраля 1946, Даугавпилс — 22 января 2011, Рига) — латвийский юрист и политик.

## Биография
В 1971 года окончила Латвийский государственный университет. Работала в прокуратуре, после 1991 года — на различных предприятиях Даугавпилса и в Даугавпилсской думе.
В 1993—1995 годы — депутат Сейма от «Равноправия», в 1994—1995 гг. сопредседатель Социалистической партии Латвии. В 2006 г. выдвигалась на выборах 9-го Сейма от ЗаПЧЕЛ по Латгальскому округу.